# National Provincial Championship Division 2 1981
La National Provincial Championship Division 2 1981 fue la sexta edición de la segunda división del principal torneo de rugby de Nueva Zelanda.

## Sistema de disputa
Los equipos enfrentan a los equipos restantes de su zona en una sola ronda.
- Los dos mejores equipos de cada zona clasifican a la final, el ganador de la final se corona campeón y enfrenta en un partido de repechaje al último clasificado de la primera división en la búsqueda por un cupo en la siguiente temporada de la primera división.

## Zona Norte
Tabla de posiciones
| Pos. | Equipo         | Encuentros | Encuentros | Encuentros | Encuentros | Tantos | Tantos | Tantos | Puntos |
| Pos. | Equipo         | PJ         | PG         | PE         | PP         | F      | C      | Dif    | Puntos |
| ---- | -------------- | ---------- | ---------- | ---------- | ---------- | ------ | ------ | ------ | ------ |
| 1.º  | Wairarapa Bush | 7          | 7          | 0          | 0          | 141    | 29     | +112   | 14     |
| 2.º  | Taranaki       | 7          | 6          | 0          | 1          | 295    | 52     | +243   | 12     |
| 3.º  | Wanganui       | 5          | 5          | 0          | 2          | 208    | 70     | +138   | 10     |
| 4.º  | Poverty Bay    | 7          | 4          | 0          | 3          | 170    | 140    | +30    | 8      |
| 5.º  | Horowhenua     | 7          | 3          | 0          | 4          | 96     | 209    | -113   | 6      |
| 6.º  | King Country   | 7          | 2          | 0          | 5          | 105    | 110    | -14    | 4      |
| 7.º  | Thames Valley  | 7          | 2          | 0          | 5          | 81     | 182    | -101   | 4      |
| 8.º  | East Coast     | 7          | 0          | 0          | 7          | 33     | 328    | -295   | 0      |

|  | Finalista. |

## Zona Sur
| Pos. | Equipo           | Encuentros | Encuentros | Encuentros | Encuentros | Tantos | Tantos | Tantos | Puntos |
| Pos. | Equipo           | PJ         | PG         | PE         | PP         | F      | C      | Dif    | Puntos |
| ---- | ---------------- | ---------- | ---------- | ---------- | ---------- | ------ | ------ | ------ | ------ |
| 1.º  | South Canterbury | 6          | 5          | 1          | 0          | 146    | 66     | +80    | 11     |
| 2.º  | Marlborough      | 6          | 5          | 0          | 1          | 150    | 67     | +83    | 10     |
| 3.º  | Mid Canterbury   | 6          | 4          | 0          | 2          | 115    | 47     | +68    | 8      |
| 4.º  | Nelson Bays      | 6          | 2          | 1          | 3          | 64     | 66     | -2     | 5      |
| 5.º  | Buller           | 6          | 2          | 0          | 4          | 49     | 84     | -35    | 4      |
| 6.º  | West Coast       | 6          | 2          | 0          | 4          | 62     | 128    | -66    | 4      |
| 7.º  | North Otago      | 6          | 0          | 0          | 6          | 40     | 168    | -128   | 0      |

|  | Finalista. |

### Final
| 29 de septiembre de 1981 | Wairarapa Bush | 16 - 0 | Mid Canterbury |  |  |

| Bandera de Nueva Zelanda |
| Campeón Wairarapa Bush   |
| Primer título            |